# Radfahrerkirche Weßnig

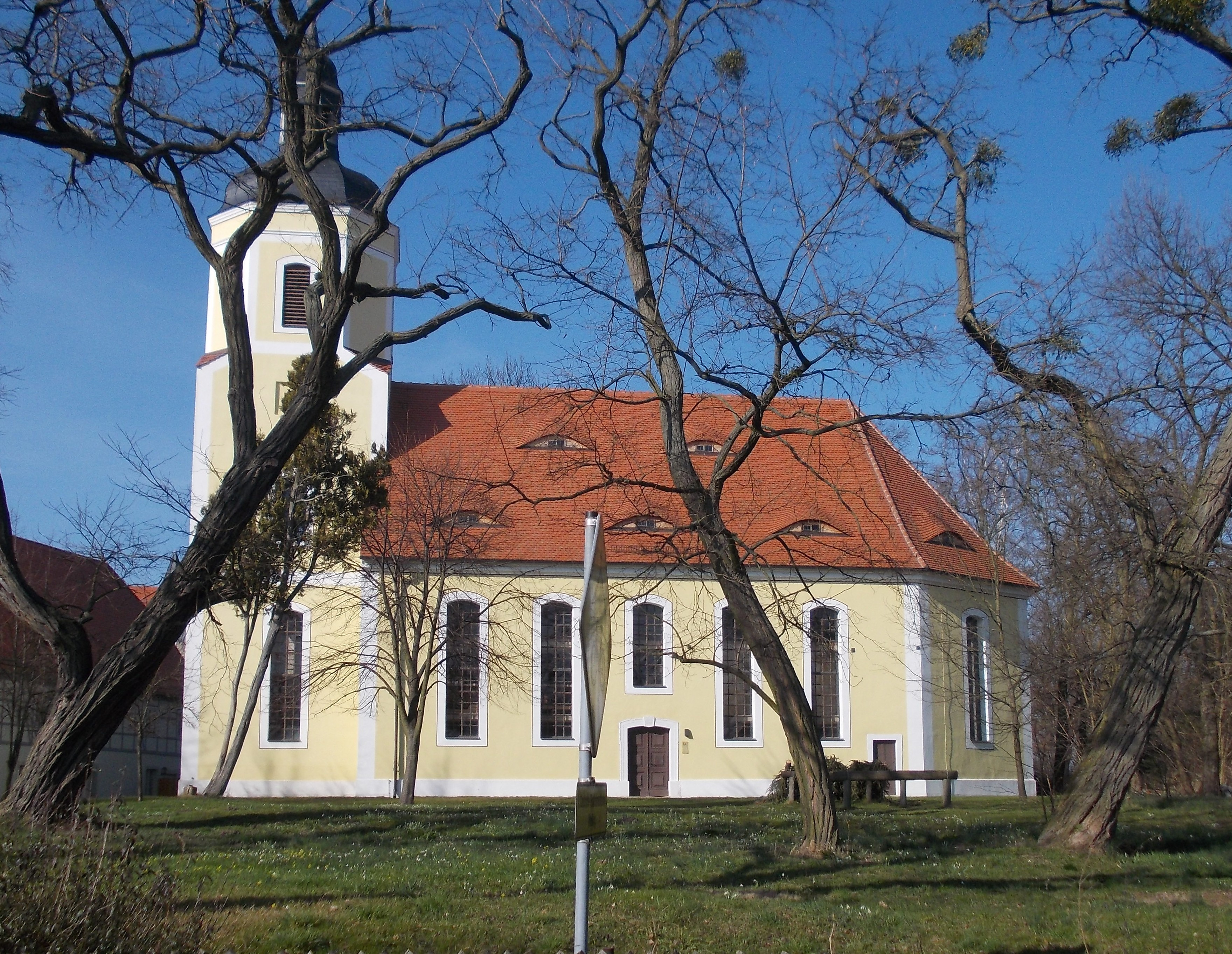
Radfahrerkirche in Weßnig

Die Radfahrerkirche Weßnig steht im Ortsteil Weßnig der Stadt Torgau zwischen der Kernstadt und Belgern in Sachsen und ist Deutschlands erste Radfahrerkirche.

## Geschichte und Architektur
Weßnig hatte schon im 10. Jahrhundert eine Kirche. Das jetzige Kirchengebäude wurde im Jahr 1804 eingeweiht. Seit 1970 wurde sie nicht mehr als Gottesdienststätte genutzt. Weil sie direkt sich am Elberadweg zwischen Cuxhaven und Prag liegt, wird sie seit 2003 als Radfahrerkirche genutzt. 
Das Bauwerk ist eine seit 1554 erbaute Saalkirche, die erst im Jahr 1672 fertiggestellt wurde; ein Umbau erfolgte im Jahr 1803/04. Der Turm wurde 1902 restauriert. Das Gebäude ist als verputzter Bruchsteinbau mit Fünfachtelschluss gestaltet, die Giebel sind in Backstein ausgeführt. Der Westturm über quadratischem Grundriss ist im Obergeschoss achteckig ausgebildet und trägt als Abschluss eine Haube mit Laterne.
Im Innern ist das Bauwerk flachgedeckt; eine gemalte florale Jugendstilborte aus der Zeit um 1900 zieht sich unter der Decke und im Polygon entlang, gleichzeitig wurden Farbglasfenster mit einer Darstellung des segnenden Christus eingesetzt. Eine einfache umlaufende Empore ist eingebaut, die an den Längsseiten zweigeschossig mit vortretenden Patronatslogen ausgebildet ist.

## Ausstattung
Die Ausstattung besteht aus einem schlichten Kanzelaltar mit eingestellten Säulen, ionischen Kapitellen und verkröpftem Gebälk aus der Zeit um 1804; der Taufstein mit kräftigen, kantigen Balustern stammt aus dem 17. Jahrhundert. In der Turmhalle befindet sich ein Inschriftgrabstein vom Anfang des 18. Jahrhunderts.
Die Orgel ist ein Werk von Conrad Geißler aus dem Jahr 1879 mit 13 Registern auf zwei Manualen und Pedal.